# Costa Calma
Costa Calma är en ort i Spanien.   Den ligger i provinsen Provincia de Las Palmas och regionen Kanarieöarna, i den sydvästra delen av landet, 1 700 km sydväst om huvudstaden Madrid. Costa Calma ligger 26 meter över havet och antalet invånare är 5 531. Den ligger på ön Fuerteventura.
Costa Calma, eller den lugna kusten, har fått sitt namn genom att de mestadels västerliga vindarna normalt lämnar denna del av kusten och havet skyddade och lugna.
Terrängen runt Costa Calma är platt norrut, men västerut är den kuperad. Havet är nära Costa Calma åt sydost.  Det finns inga andra samhällen i närheten. 

## Bilder

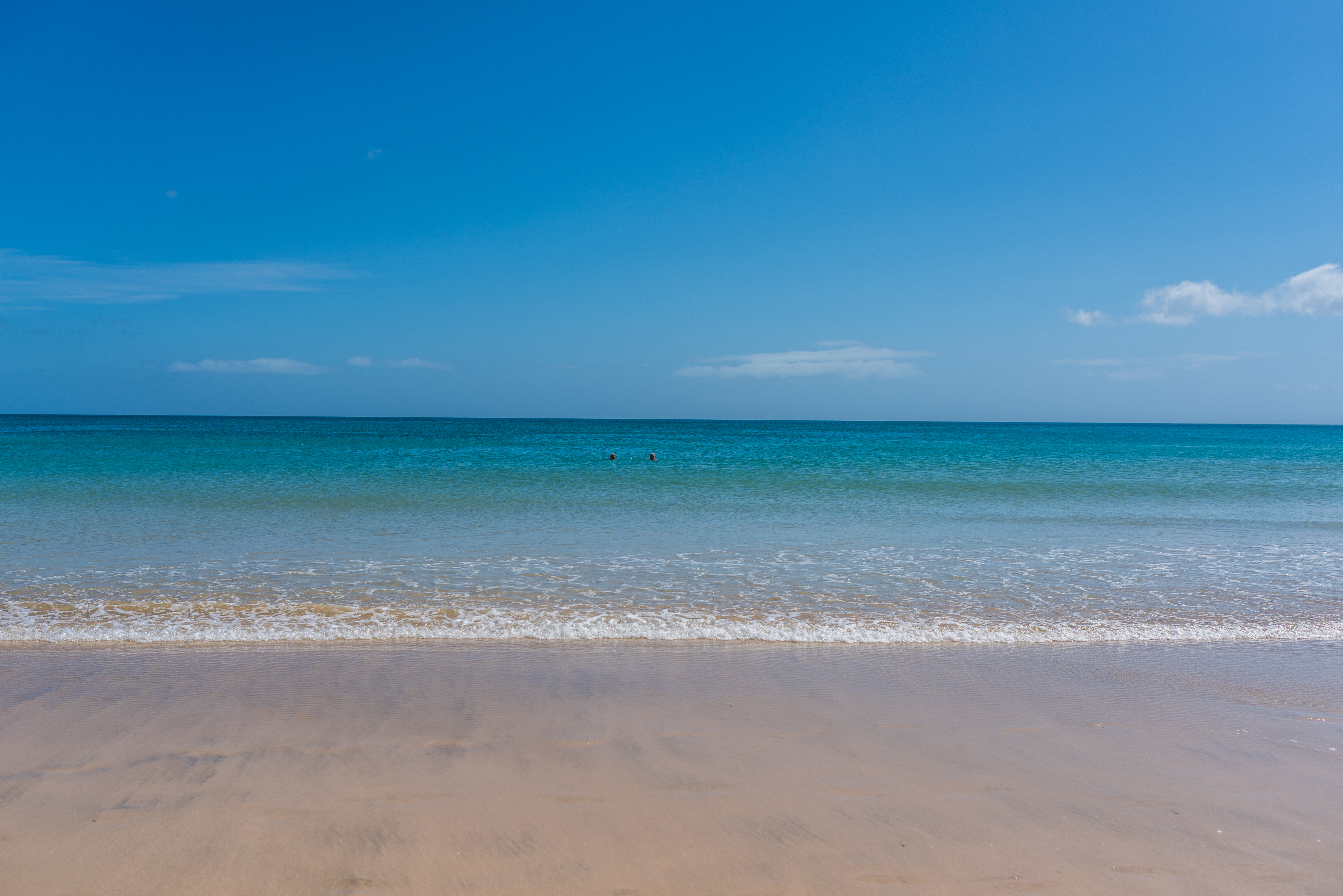
Costa Calma strand
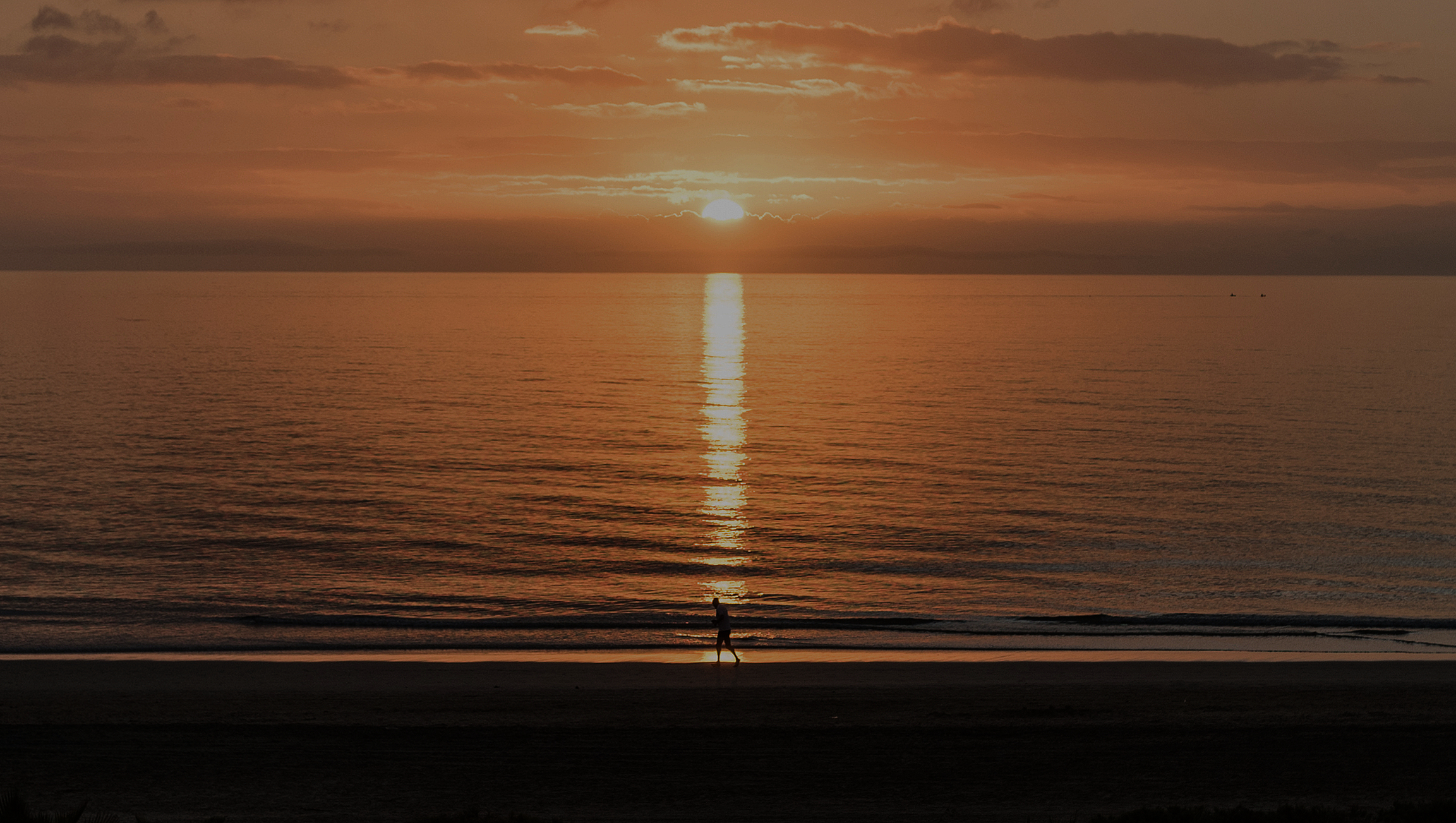
Soluppgång över Costa Calma
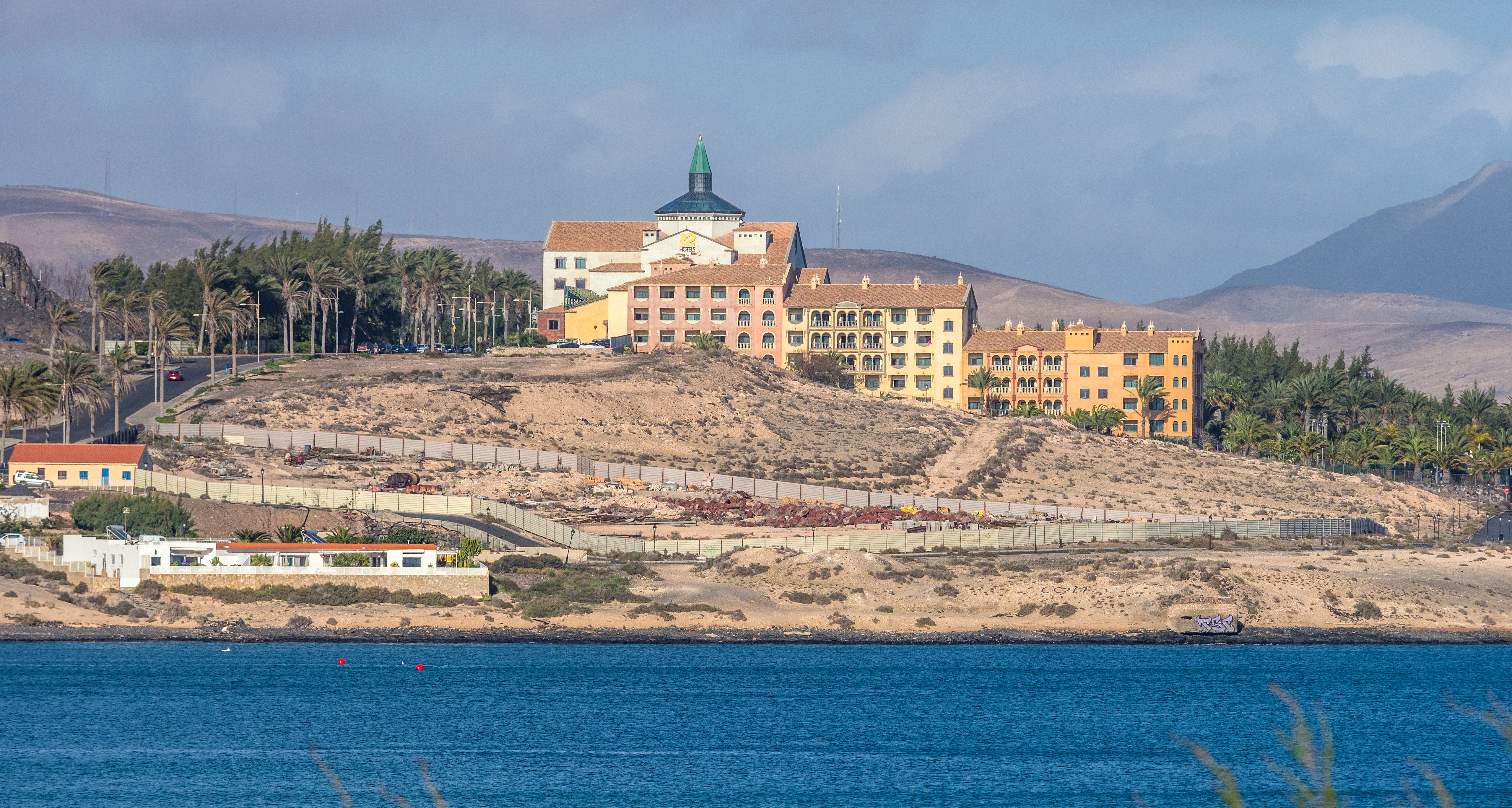
Costa Calma strand resort
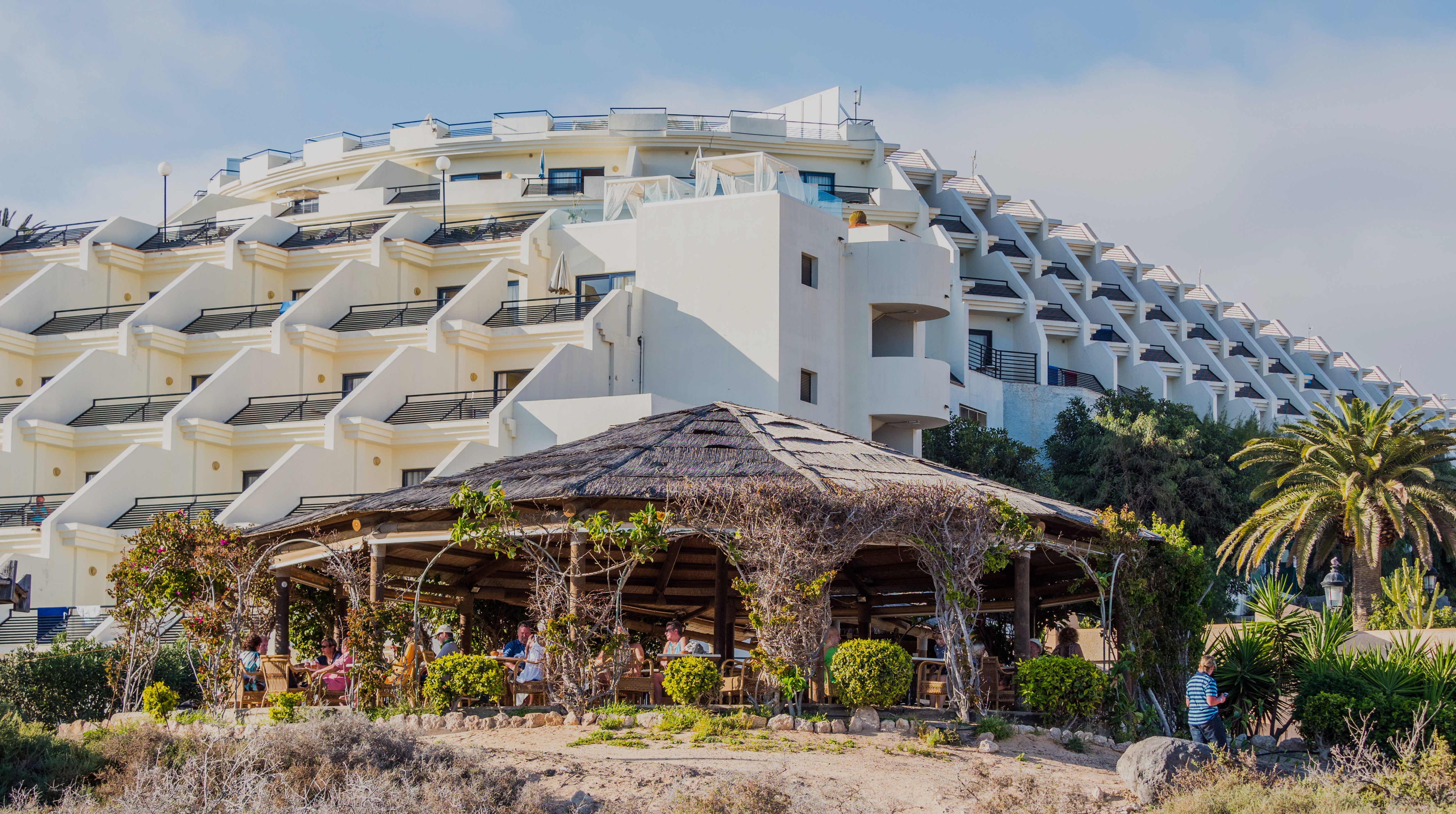
Costa Calma strandhotell
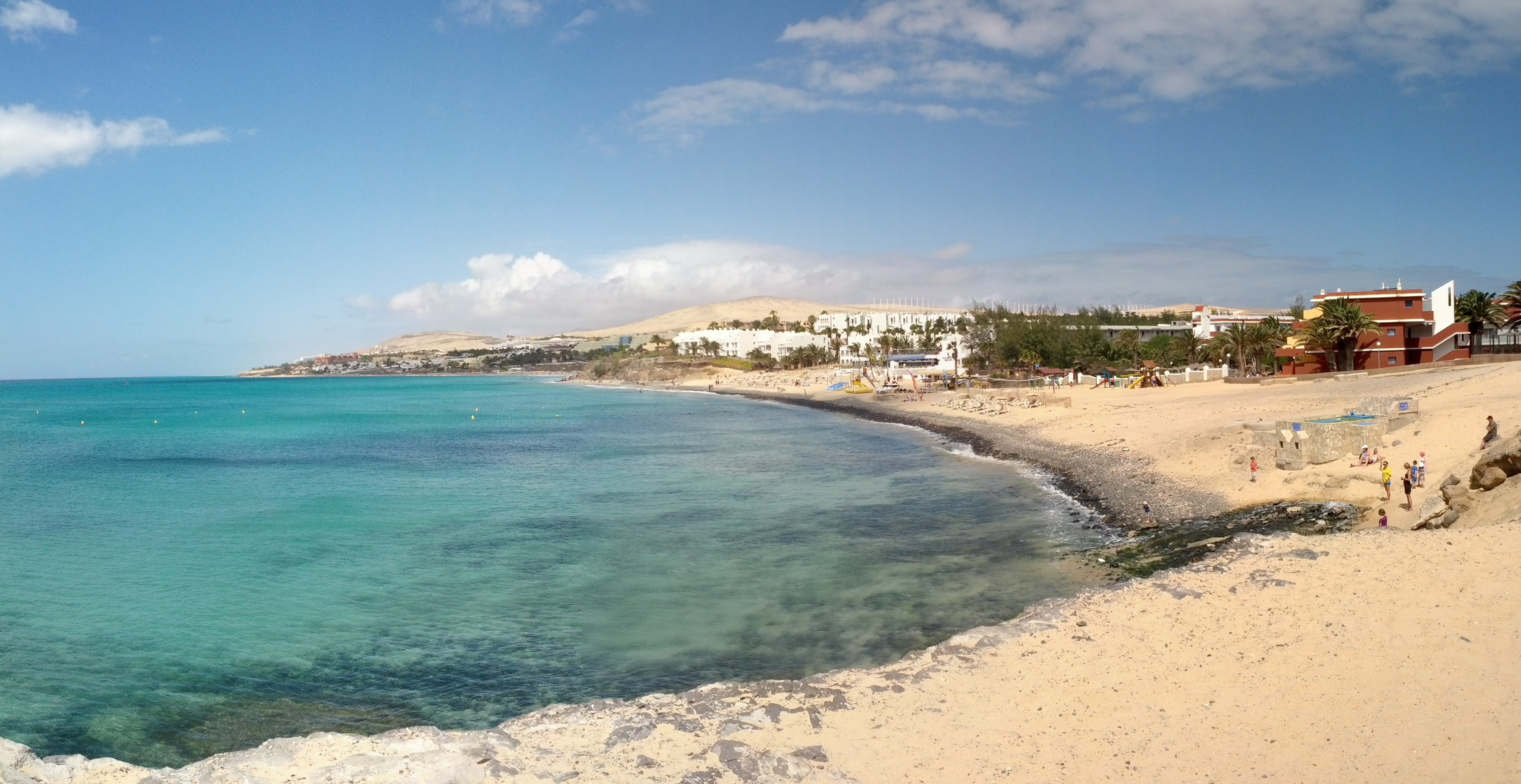
Norra stranden i Costa Calma
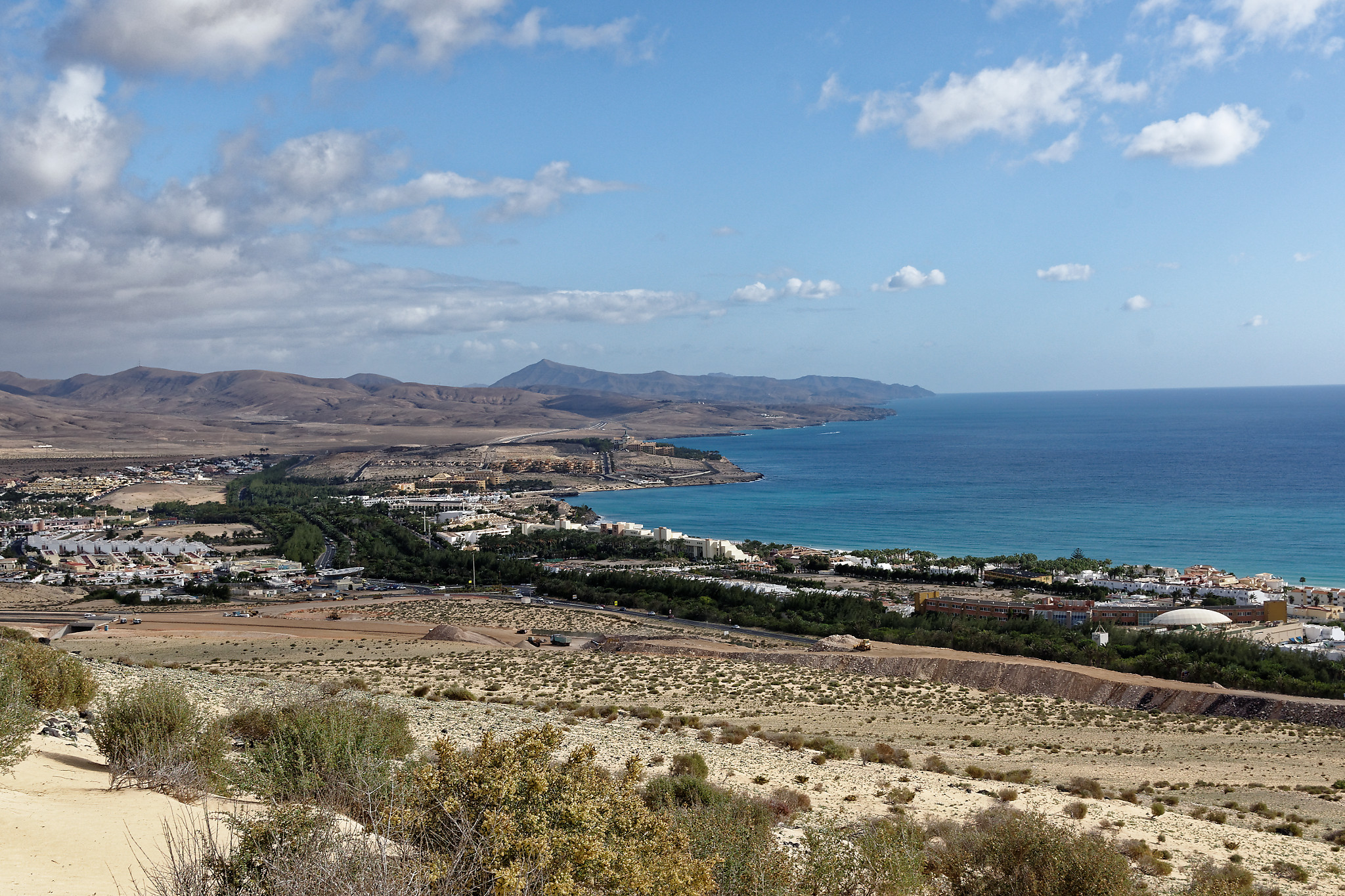
Panorama
- Vindturbiner väster om Costa Calma strand